# Skit

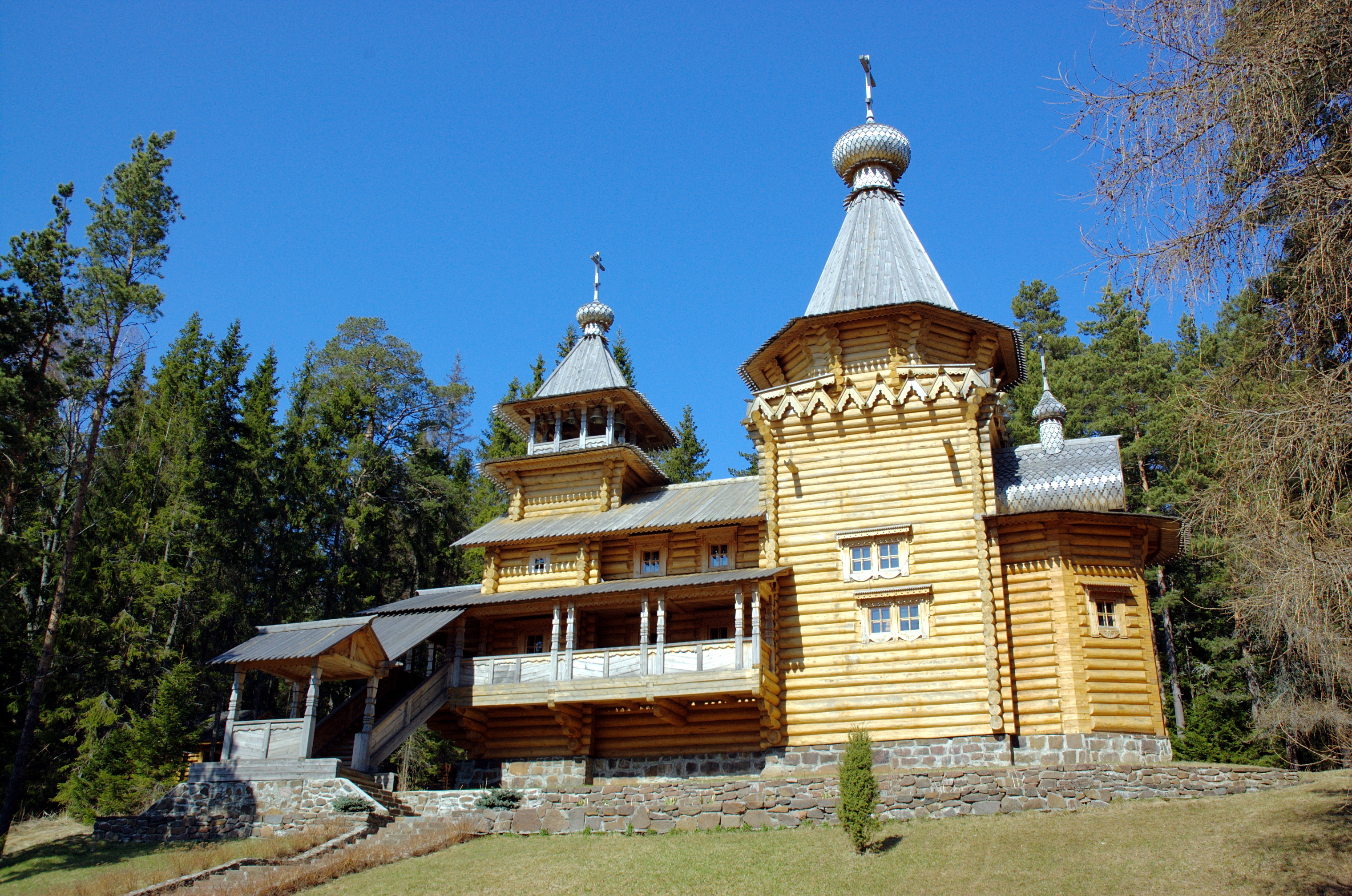
Skit valaamského kláštera

Skit je mnišská komunita ve východním křesťanství, která umožňuje relativní izolaci mnichů, ale také umožňuje společné bohoslužby a bezpečnost sdílených zdrojů a ochranu. Církevně-správně náleží skit pod monastýr. Jedná se o jeden ze čtyř typů raných mnišských klášterů, spolu s eremitskými, lavritickými a coenobitickými, které se staly populární během raného formování křesťanské církve.

## Charakteristika
Skity se obvykle skládají z řady malých cel nebo jeskyní, které fungují jako obytné prostory s centralizovaným chrámem (kostelem) nebo kaplí. Tyto komunity jsou považovány za střední cestu mezi přísným poustevnickým životním stylem v samotě a společným životním stylem, protože se jedná o kombinaci obou. Byly přímou reakcí na asketický životní styl, který první křesťané toužili žít. Tyto mnišské komunity byly často mostem k přísnější formě poustevnictví nebo k mučednictví (neposkytovaly při případném nájezdu takovou úroveň ochrany obyvatel jako monastýr nebo lávra).

## Etymologie
Řecký výraz skete (σκήτη, skḗtē, skiti) je s největší pravděpodobností odkazem na údolí Natrun v Egyptě (řecky Σκήτις, z jeho koptského názvu Ϣⲓϩⲏⲧ, Šihēt ), kde se tento typ klášterní komunity poprvé objevuje. Několik odborníků však argumentovalo, že se místo toho jedná o stylizované hláskování slova ἀσκητής (askētḗs „asketický“).